# PBCom Tower
PBCom Tower, pełna nazwa: The Philippine Bank of Communications Tower – wieżowiec w Makati, na Filipinach, o wysokości 259 m.
Budynek został otwarty w 2000, ma 59 kondygnacji.
Do początku 2017 był najwyższym budynkiem w kraju (obecnie jest na trzecim miejscu pod względem wysokości, a na pierwszym miejscu jest Metrobank Center w Taguig).